# Station Thann Saint-Jacques
Station Thann Saint-Jacques is een spoorwegstation in de Franse gemeente Thann in het departement Haut-Rhin in de Elzas. Het ligt aan de spoorlijn Lutterbach - Kruth. 

## Geschiedenis
Het station werd op 25 november 1863 geopend bij de opening van de sectie Thann - Wesserling. Sinds 11 december 2010 is het station het eindpunt van de Tram-Train Mulhouse-Vallée de la Thur. In de aanloop daarvan is een nabijgelegen tunnel gesloopt en is er een keerspoor aangelegd voor de trams.

## Ligging
Het station ligt op kilometerpunt 15,497 van de spoorlijn Lutterbach - Kruth.

## Diensten
Het station wordt aangedaan door de Tram-Train Mulhouse-Vallée de la Thur, die dit station met het station Mulhouse-Ville verbindt via het centrum van Mulhouse. Ook doen treinen van TER Alsace tussen Mulhouse-Ville en Kruth het station aan.

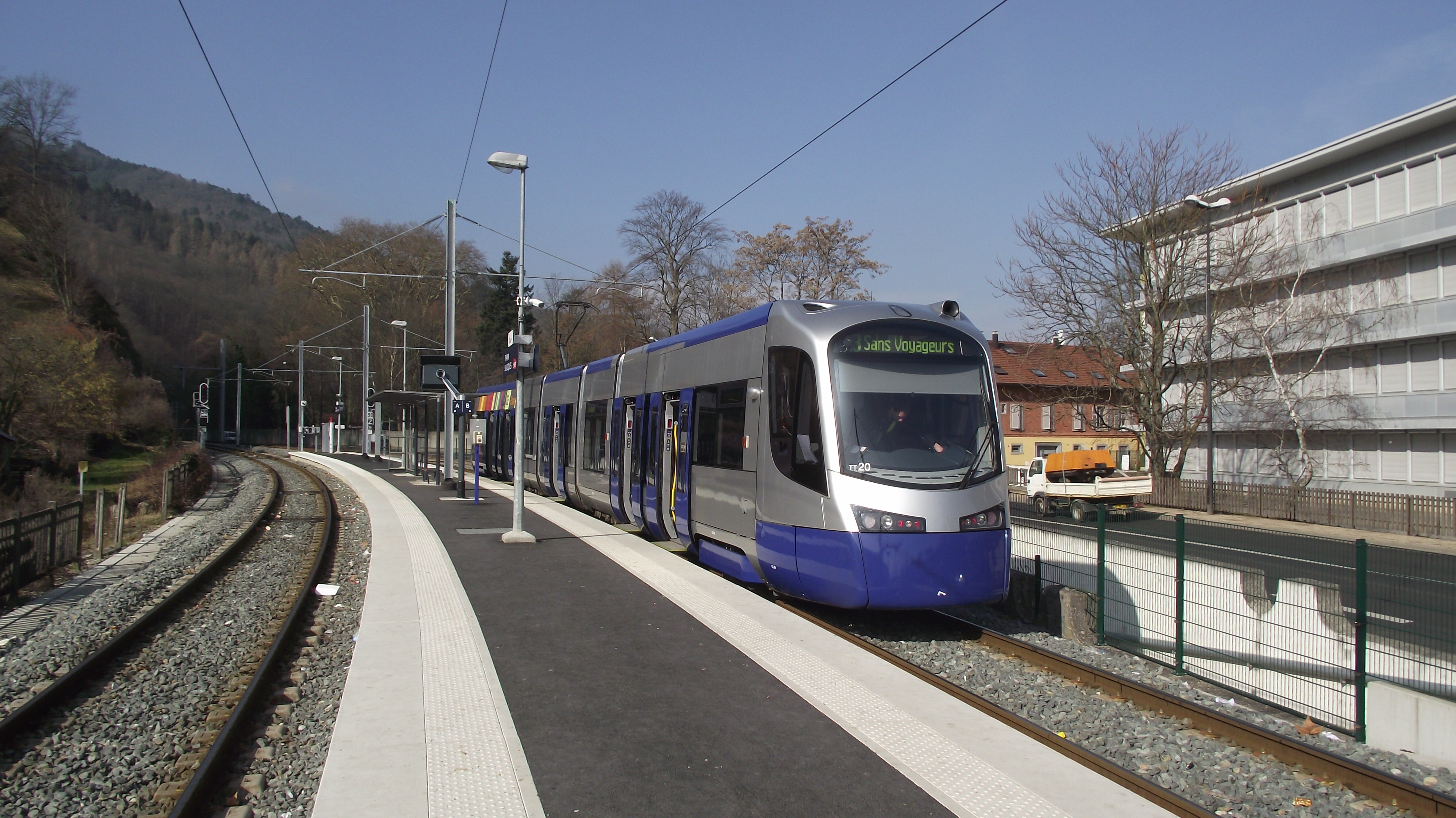
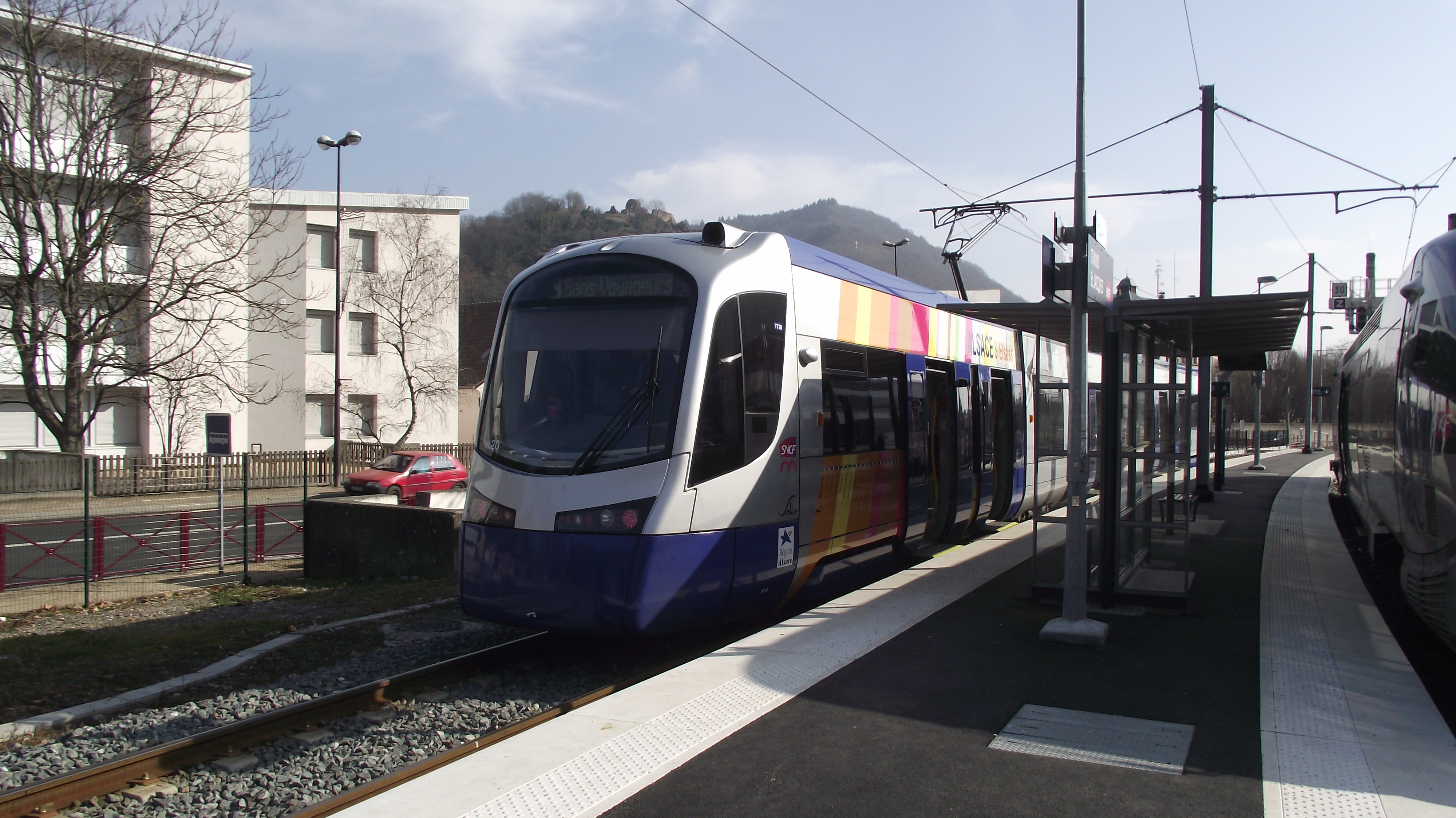